# Atom (Zeitschrift)
Atom war ein Anti-Atom-Magazin. Es erschien in den Jahren 1984 bis 1994 und war eine Fusion der Zeitschriften Atommüllzeitung und Atom Express. Inhaltlicher Schwerpunkt war der Bereich Atomprogramm und Anti-AKW-Bewegung. Auch gab es einen Anti-Kriegs-Teil und einen Teil über die Kriminalisierung der Anti-AKW- und Anti-Kriegs-Bewegung. Herausgegeben wurde die Zeitschrift vom Verein für eine umweltgerechte Eneqiepolitik e. V. und vom Lüneburger Arbeitskreis gegen Atomanlagen (LAgA).